# Бёф, Алексис
Алекси Бёф (фр. Alexis Bœuf; 4 марта 1986, Шамбери) — бывший французский биатлонист и лыжник.                                                                       Завершил спортивную карьеру в начале сезона 2014/2015 годов. С 2017 года работает комментатором по биатлону на французском спортивном телеканале L'Equipe.

## Спортивная карьера

### Юниорские и молодёжные достижения
| Год  | Место проведения | Возраст | Инд | Спр | Пр | Эст |
| ---- | ---------------- | ------- | --- | --- | -- | --- |
| 2005 | ЧМ Контиолахти   | U19     | 15  | 24  | 16 | 16  |
| 2006 | ЧМ Преск-Айл     | U21     | 25  | 8   | 9  | 1   |
| 2006 | ЧЕ Лангдорф      | U21     | 14  | 6   | 8  | 3   |
| 2007 | ЧМ Валь-Мартелло | U21     | 15  | 28  | 8  | 13  |

### Карьера в Кубке мира
| Результат                  | Инд | Спр | Пр | МС | Всего | Эст | См | Всего |
| -------------------------- | --- | --- | -- | -- | ----- | --- | -- | ----- |
| 1 место                    | —   | —   | 1  | —  | 1     | 3   | —  | 3     |
| 2 место                    | —   | 1   | —  | —  | 1     | 3   | 2  | 5     |
| 3 место                    | 1   | 1   | —  | —  | 2     | 1   | 3  | 4     |
| Финиш в 10-ке              | 2   | 10  | 5  | 3  | 20    | 4   | 2  | 6     |
| Финиш в очках              | 6   | 21  | 19 | 10 | 56    | 2   | —  | 2     |
| Вне очков                  | 6   | 20  | 6  | 1  | 33    | —   | —  | —     |
| Старты                     | 12  | 41  | 25 | 11 | 89    | 13  | 7  | 20    |
| по состоянию на 16.02.2013 |     |     |    |    |       |     |    |       |

### Общий зачет в Кубке мира
- 2007—2008 — 76-е место (15 очков)
- 2008—2009 — 82-е место (28 очков)
- 2009—2010 — 53-е место (107 очков)
- 2010—2011 — 18-е место (423 очка)
- 2011—2012 — 23-е место (415 очков)
- 2012—2013 — 17-е место (493 очка)
- 2013—2014 — 40-е место (186 очков)
- 2014—2015 — очков не набирал